# Bahnhof Ziesar

Der Bahnhof Ziesar (von etwa 1930 bis in die 1960er Jahre Ziesar Hbf) ist ein ehemaliger Bahnhof in der Stadt Ziesar im Westen des Landes Brandenburg.
Er befindet sich östlich der Innenstadt. Sämtliche Eisenbahnanbindungen sind stillgelegt. Das Hauptgebäude wird als Wohnhaus genutzt. Das Empfangs- und mehrere Nebengebäude sind als Baudenkmal Hauptbahnhof ausgewiesen.

## Geschichte
1896 wurde Ziesar über die schmalspurige Kleinbahnen des Kreises Jerichow I an das deutsche Eisenbahnnetz angeschlossen. Die Bahnverbindung führte in Richtung der Stadt Burg bei Magdeburg. Ein größeres wirtschaftliches Interesse bestand jedoch an einer Anbindung zu Stadt Brandenburg an der Havel mit Anschluss Berlin. Entsprechende Planungen für eine Verlängerung der Schmalspurbahn lagen vor, die Strecke wurde vom eigentlichen Schmalspurbahnhof im Westen der Stadt westlich und nördlich um den Stadtkern verlängert. Die geplante weitere Verlängerung der Strecke nach Brandenburg wurde aber nicht verwirklicht.

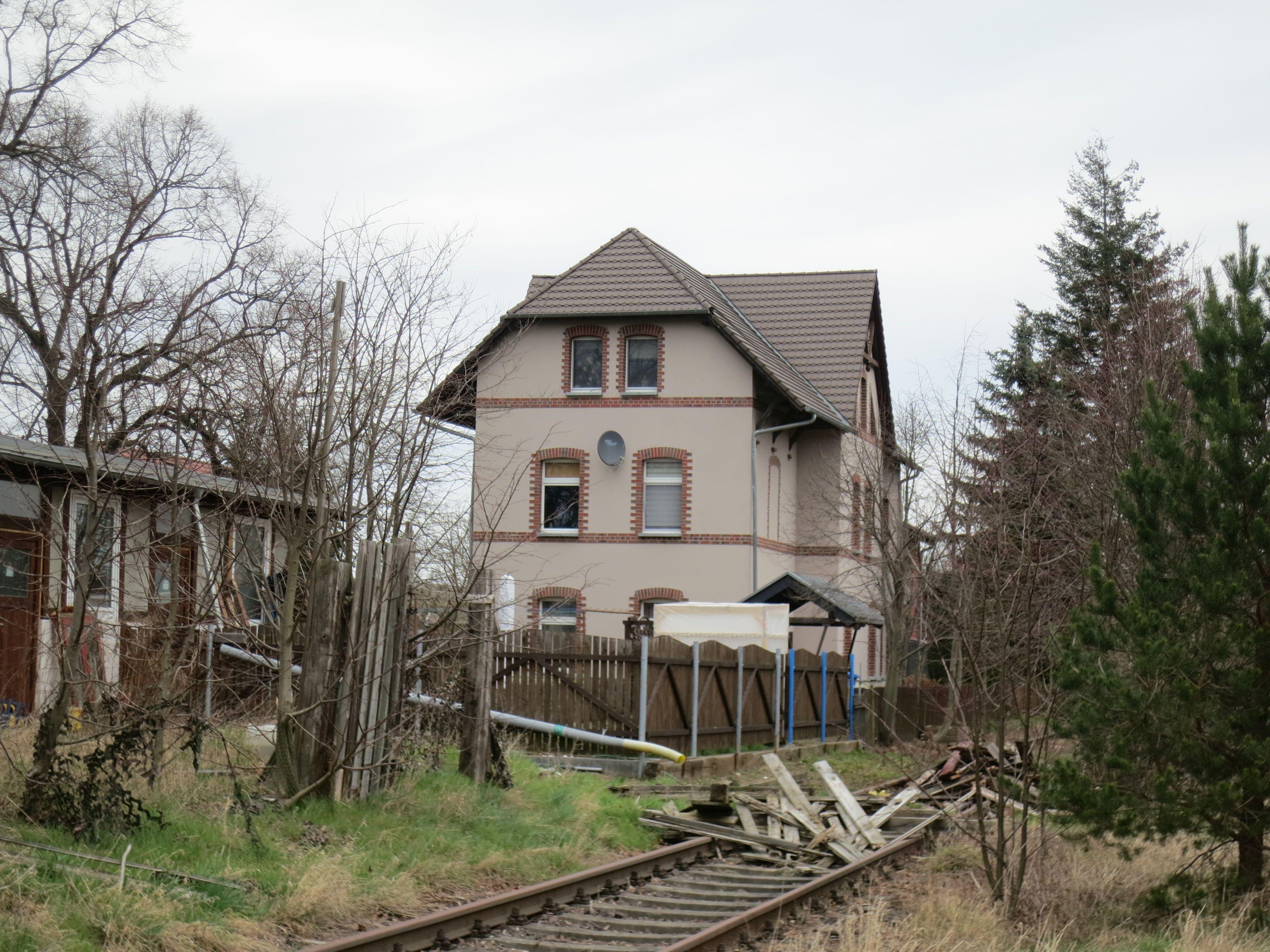
Gebäude des bis 1919 genutzten ersten Bahnhofs von Ziesar am nördlichen Stadtrand, heute Wohnhaus.

Aufgrund der wirtschaftlichen Interessenlage vor allem der Töpfereien und der Tonindustrie in Ziesar und dem südlich gelegenen Görzke wurde am 21. Mai 1901 die Kleinbahn-AG Ziesar – Großwusterwitz (KZG) gegründet. Es wurde entschieden, eine Bahnverbindung in Normalspur nach Wusterwitz zu bauen. Bereits am 1. Oktober 1901 wurde die Strecke von Wusterwitz (beziehungsweise Großwusterwitz), welches an der Bahnstrecke Berlin–Magdeburg liegt, nach Ziesar eröffnet. Der Bahnhof Ziesar lag zu diesem Zeitpunkt neben dem Endhalt Ziesar Ost der Schmalspurbahn und weit außerhalb nordöstlich des Stadtzentrums.

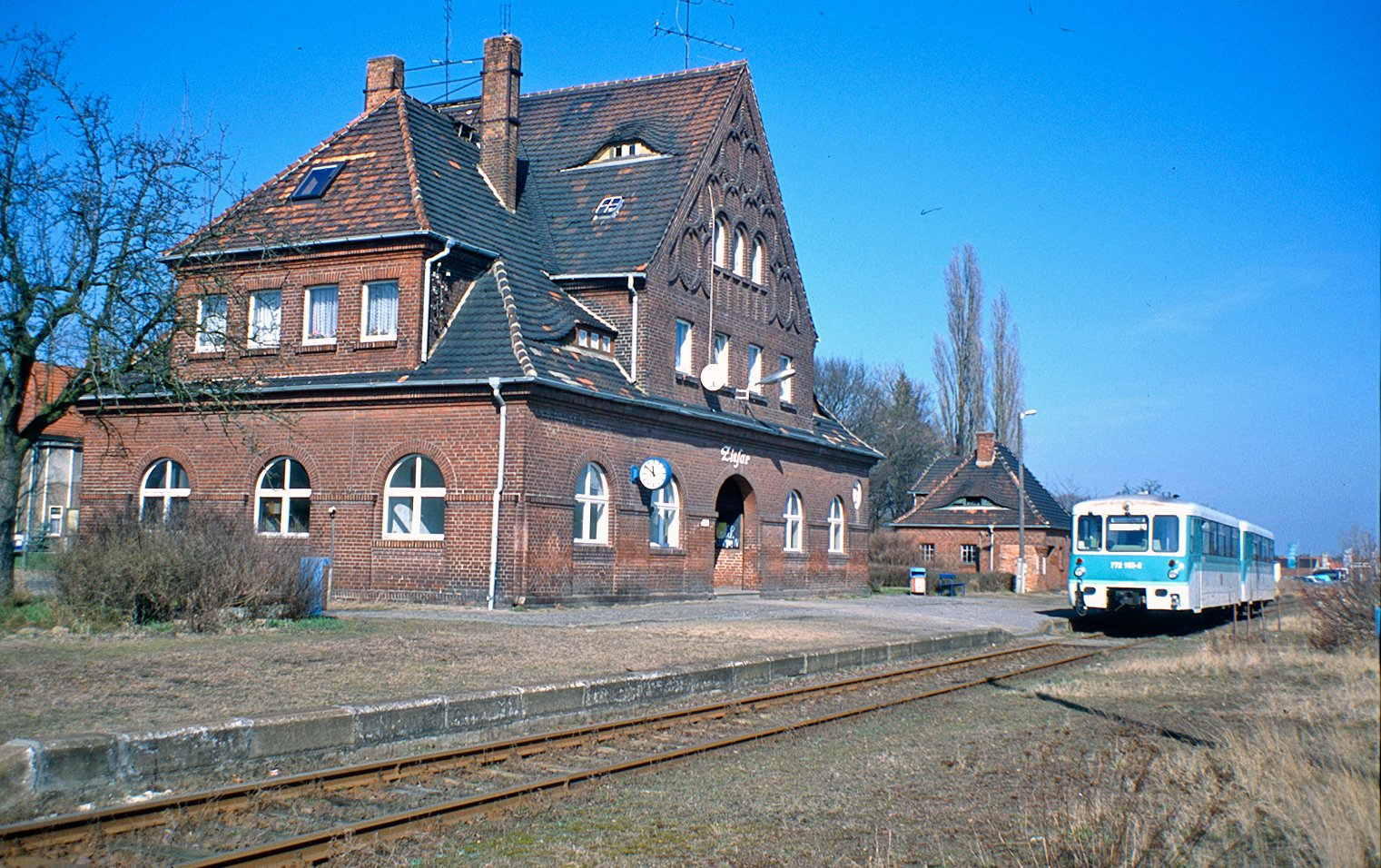
Regionalbahn am Bahnhof Ziesar 1999 kurz vor der Einstellung des Bahnbetriebs

1911 wurde die Strecke über Ziesar hinaus bis nach Görzke verlängert. Um die Orte westlich Ziesars anzubinden, wurde die Bahnstrecke Güsen–Ziesar geplant. Als erster Streckenabschnitt wurde 1916 der Abschnitt von Ziesar nach Tucheim eröffnet. Im darauf folgenden Jahr wurde die durchgängige Verbindung bis Güsen fertiggestellt. Im Zuge des Neubaus der Strecke nach Güsen wurde der Bahnhof näher an die Innenstadt verlegt. Der neue Bahnhof lag etwa 800 Meter südlich des bestehenden. Um das Jahr 1930 herum erhielt er die Bezeichnung Ziesar Hbf, die er bis Mitte der 1960er Jahre trug. Die Schmalspurbahn wurde entlang der Regelspurstrecke nach Süden verlängert und ihr Endpunkt, der den Namen Ziesar Ost behielt, lag direkt nördlich an den Regelspurbahnhof angrenzend. Im Jahr 1930 endete der Personenverkehr auf der Schmalspurbahn auf den um die Stadt führenden Abschnitten zwischen Ziesar West und Ost.
In den 1960er und 1970er Jahren wurde der Omnibusverkehr in der Region ausgebaut. So kam es, dass 1971 zunächst der Personenverkehr nach Wusterwitz und 1973 der nach Görzke eingestellt wurde. Der Güterverkehr bis Görzke bestand zunächst noch bis 1994 weiter. Auf der Verbindung zwischen Güsen und Ziesar wurde 1998 der Güterverkehr und 1999 der Personenverkehr eingestellt. Damit verlor der Bahnhof Ziesar seine Funktion.

## Bahnhofsgebäude

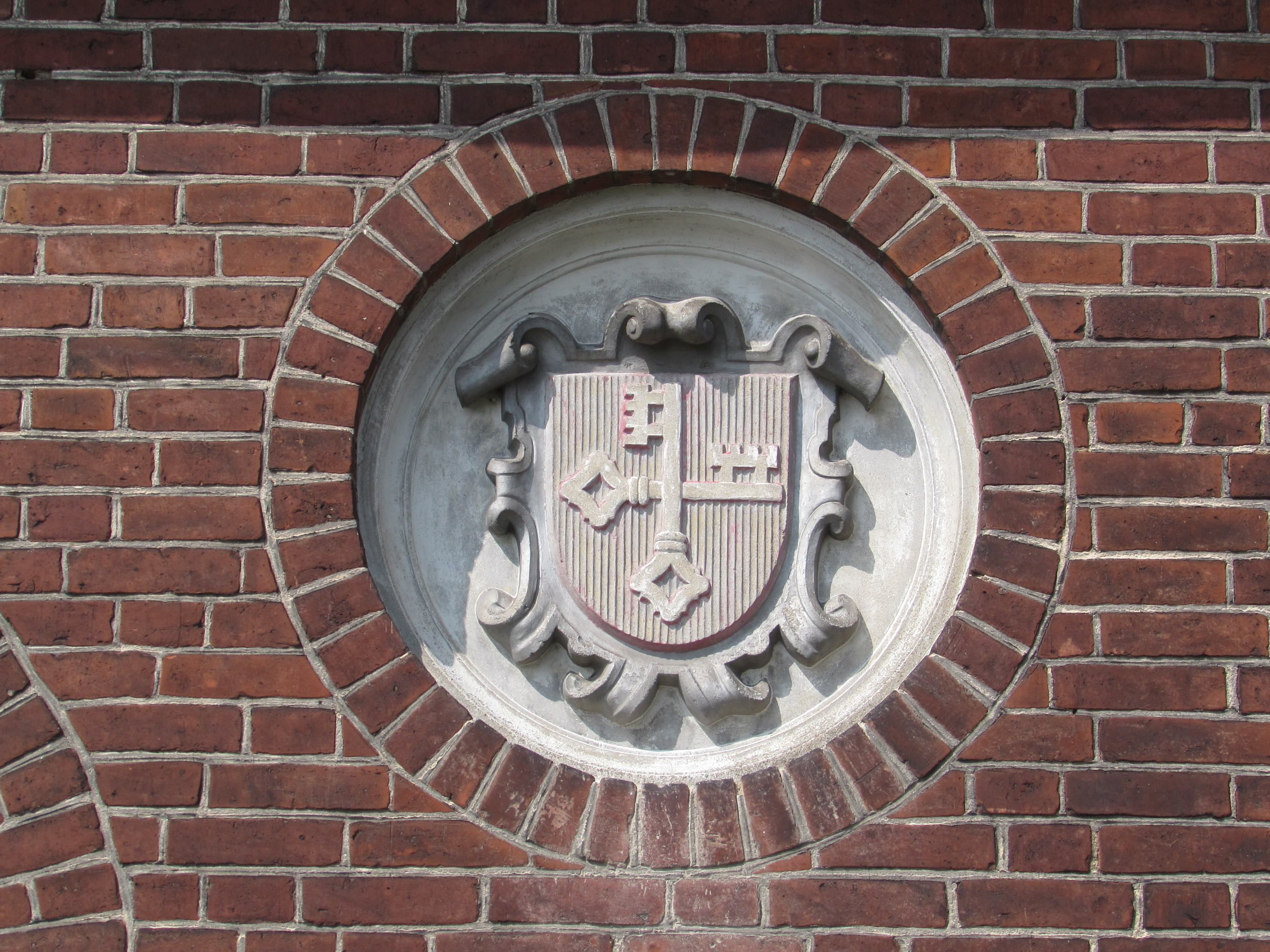
Wappen Ziesars am Empfangsgebäude

Das ehemalige Empfangsgebäude ist ein historistischer Bau. Er wurde aus roten Klinkern gemauert. Im Erdgeschoss mit der ehemaligen Schalterhalle und dem Wartebereich wurden große rundbogige Fenster und Zugänge verbaut. Auffällig ist die Dachkonstruktion mit zweistöckigen Zwerchhäusern zur Straße und zu den Gleisen. Diese Zwerchhäuser haben gestaltete Tympana auf ihren spitzgiebligen Flächen. Profilierte Ovale berühren sich. Die oberste Fensterreihe der Zwerchhäuser ist mit Rundbogenfenstern in die Tympana integriert. Die Fenster des unteren Dachgeschosses sind Rechteckfenster. Das weitere Dach ist ein durch verschiedene Dachgauben durchbrochenes Walmdach. Es ist mit Biberschwänzen eingedeckt. Auf der gleiswärtigen Ostseite ist ein plastisch gestaltetes Wappen Ziesars in eine kreisrunde Blende eingelassen.
An der früheren Gleisseite des Gebäudes ist der Schriftzug Ziesar angebracht.